# Licenciado Luis Echeverría Álvarez
Licenciado Luis Echeverría Álvarez är en ort i Mexiko.   Den ligger i kommunen Las Choapas och delstaten Veracruz, i den sydöstra delen av landet, 600 km öster om huvudstaden Mexico City. Licenciado Luis Echeverría Álvarez ligger 271 meter över havet och antalet invånare är 728.
Terrängen runt Licenciado Luis Echeverría Álvarez är kuperad. Runt Licenciado Luis Echeverría Álvarez är det ganska glesbefolkat, med 42 invånare per kvadratkilometer. Närmaste större samhälle är Raudales Malpaso, 15,4 km söder om Licenciado Luis Echeverría Álvarez. Omgivningarna runt Licenciado Luis Echeverría Álvarez är en mosaik av jordbruksmark och naturlig växtlighet.